# Lymanopoda acraeida
Lymanopoda acraeida är en fjärilsart som beskrevs av Butler 1868. Lymanopoda acraeida ingår i släktet Lymanopoda och familjen praktfjärilar. Inga underarter finns listade i Catalogue of Life.